# 唐人影视
唐人影视有限公司，简称唐人影视，是一个由大中華區一批资深媒体人共同投资组建的文化创意产业类企业。於中國大陸上海、北京、浙江、香港與台北设有子公司。

## 公司概况
唐人影视主营影视投资、制作、发行，艺员经纪、漫画出版、动画制作。电视剧方面年产120集至150集左右，电影方面，年一至两部至三部。唐人旗下的艺员来自中國大陸、香港與台湾，曾由该公司包装代理的艺人有胡歌、刘诗诗、蔣勁夫、古力娜扎等。 
唐人其总部设在中國大陸上海，中國大陸北京、浙江、香港及台北设有分公司。上海总部负责策划、影视制作发行、宣传、艺人经纪、后期制作、动画制作等；中國大陸北京办事处负责业务配合、艺人经纪及宣传等；横店制作中心负责生产古装戏，拥有唐人专有摄影棚和摄影基地；香港办事处负责处理境外事务，包括海外发行；台湾办事处负责台湾境內的影视宣传等。 
1998年至2010年期间，唐人影视电视剧超过800小时，包括《仙劍奇俠傳三》、《射雕英雄传》、《聊斋奇女子》、《别爱我》、《少年杨家将》、《仙劍奇俠傳》、《天外飞仙》、《聊斋》、《杨门女将》、《书剑恩仇录》、《天下无双》、《天地传说之鱼美人》、《天地传说之宝莲灯》、《醉拳》、《蒲公英》、《西街少年》、《绝代双骄》等等。

## 影視作品

### 电视剧
| 首播年份 | 劇名                       | 演員 |
| 1998年   | 蘇州二公差 又名：流氓太子  | 呂頌賢、蔣勤勤、陳國邦、王渝文、何寶生、金士傑、尹天照、陳海恆                                                                                                 |
| 1999年   | 絕代雙驕                   | 林志穎、蘇有朋、陳德容、李綺虹、于莉、侯炳瑩、陳國邦、鄭嘉穎                                                                                                   |
| 2000年   | 神探科藍                   | 李亞鵬、孫莉、蔣勤勤、庹宗華、王宁、梁家仁、達式常 |
| 2001年   | 杨门女将                   | 李若彤、李綺虹、孫莉、寧靜、鄭佩佩、連凱、郭晉安、張智堯、王渝文、岳翎、謝韻儀、童愛玲、宋怡霏、黃智賢、梁家仁、張錦程、尹揚明、陳國邦、原子穗、林明倫、戴春榮 |
| 2001年   | 天地傳說之寶蓮燈           | 林志穎、沈傲君、郭晉安、于莉、陳明真、徐錦江、何嘉文、樓學賢                                                                                                   |
| 2001年   | 天地傳說之魚美人           | 徐懷鈺、郭晉安、張智堯、孫莉、梁家仁、鄭嘉穎、何嘉文、葛蕾、楊旻娜                                                                                             |
| 2002年   | 書劍恩仇錄                 | 趙文卓、陳昭榮、關詠荷、呂良偉、謝君豪、孫莉、陳孝萱、顏穎思、張鐵林、梁榮忠、郭亮、鐘琴、鄭佩佩、梁家仁、徐錦江                                               |
| 2003年   | 醉無敵                     | 張家輝、袁詠儀、孫莉、洪乙心、吳孟達、郭亮、廖京生 |
| 2003年   | 天下無雙 (又名:吉祥如意)   | 張衛健、關詠荷、陳好、郭亮、林明倫、龍劭華、袁弘、薛佳凝、岳躍利                                                                                               |
| 2003年   | 月亮的秘密                 | 關詠荷、郭亮、孫莉、趙韋格、曹衛宇、謝韻儀、洪乙心、陳泓宇 |
| 2003年   | 蒲公英                     | 胡歌、袁弘、孫莉、關穎、譚耀文、潘儀君、陶澤如、曾江、焦姣、鄭佩佩、勾峰、龍劭華、杜志國、董嫻、洪乙心                                                         |
| 2003年   | 西街少年                   | 劉品言、王心凌、霍建華、5566、陳孝萱、鐘琴 |
| 2004年   | 仙劍奇俠傳                 | 胡歌、劉亦菲、安以軒、劉品言、彭于晏、李麗珍、謝君豪、孫莉、王祿江、徐錦江、張茜、譚耀文、黃智賢、鄭佩佩                                                       |
| 2004年   | 聊齋                       | 胡歌、袁弘、林志穎、李冰冰、黃曉明、TAE、楊冪、胡可、唐寧、霍思燕、曾黎                                                                                        |
| 2005年   | 天外飛仙                   | 胡歌、林依晨、唐宸禹、竇智孔、韓雪、陳秀麗、呂一 |
| 2006年   | 別愛我                     | 胡歌、徐若瑄、林家宇、何炅 |
| 2006年   | 少年楊家將                 | 胡歌、彭于晏、何潤東、袁弘、劉詩詩、林家宇、陳秀雯、翁家明、李解、童瑤                                                                                         |
| 2007年   | 聊齋奇女子                 | 劉詩詩、TAE、吳奇隆、范文芳、孫莉等 |
| 2008年   | 射鵰英雄傳                 | 胡歌、林依晨、袁弘、劉詩詩、李解、徐錦江 |
| 2009年   | 跟紅頂白大三元             | 陳秀雯，廖啟智，龔慈恩，羅家英，江華 |
| 2009年   | 仙劍奇俠傳三               | 胡歌、楊冪、劉詩詩、唐嫣、霍建華、黄志玮、袁弘、林子聰、郭曉婷                                                                                                 |
| 2010年   | 天涯織女                   | 張鈞甯、劉詩詩、袁弘、蕭正楠、郭曉婷、鄭國霖，陳秀雯，劉松仁                                                                                                   |
| 2011年   | 怪俠一枝梅                 | 霍建華、劉詩詩、馬天宇、釋延宇、蕭正楠、廖啟智 |
| 2011年   | 步步驚心                   | 劉詩詩、吳奇隆、鄭嘉穎、袁弘、林更新、劉心悠 |
| 2012年   | 軒轅劍之天之痕             | 胡歌、蔣勁夫、劉詩詩、唐嫣、古力娜扎、林更新 |
| 2012年   | 刷新3+7                    | 胡歌、范曉萱、蔣勁夫、劉心悠、范植偉、肖央、秦昊、宣萱、扎西頓珠、楊洋、林園、郭曉婷、王柏杰、曾恺玹、孫藝洲、葉青、安以軒、李呈媛、俞小凡、李勤勤             |
| 2014年   | 步步驚情                   | 吳奇隆、劉詩詩、孫藝洲、劉心悠、蔣勁夫 |
| 2014年   | 风中奇缘                   | 劉詩詩、彭于晏、胡歌、陳法拉、韓棟、田蕊妮、张可颐、石筱群、秦昊、蔡雅同                                                                                       |
| 2015年   | 无心法师 (网剧)            | 韩东君、金晨、张若昀、陈瑶、王彦霖、Mike |
| 2015年   | 秦时明月                   | 陆毅、陈妍希、蒋劲夫、孙艺洲、胡冰卿 |
| 2016年   | 青丘狐传说                 | 陳瑤、蒋劲夫、古力娜扎、Mike、金晨、彩旗、江铠同、翟天临、张若昀、付辛博、王凯、张雪迎、唐艺昕                                                                 |
| 2016年   | 女医·明妃传 (新丽传媒合拍) | 刘诗诗、霍建华、黃轩、袁文康、金晨、李呈媛 |
| 2016年   | 旋风十一人                 | 胡歌、江疏影、曾黎、錢楓 |
| 2016年   | 仙剑云之凡                 | 韩东君、古力娜扎、郑元畅、彩旗、金晨 |
| 2017年   | 无心法师II (网剧)          | 韩东君、陈瑶、王彦霖、李蘭迪、Mike、高泰宇 |
| 2017年   | 原来你还在这里             | 杨子姗、韩东君、李程彬、李兰迪、胡先煦 |
| 2018年   | 柜中美人                   | 胡冰卿、陈瑶、周渝民、韩栋 |
| 2018年   | 三国机密之潜龙在渊         | 马天宇、韩东君、万茜、汪小敏、董洁 |
| 2018年   | 重返20岁                   | 韩东君、胡冰卿、姚星彤、归亚蕾、秦汉 |
| 2019年   | 梦回                       | 李兰迪、王安宇、辛云来、孙安可、丁桥、陳語安、章乐韵 |
| 2020年   | 无心法师III (网剧)         | 韩东君、陈瑶 |
| 2021年   | 玲珑                       | 赵今麦、袁弘、林一、蔡文静、陳語安 |
| 2021年   | 指尖少年                   | 陈瑶、龚俊、章乐韵 |
| 2021年   | 十二谭                     | 古力娜扎、刘以豪、谷嘉诚、周峻纬、邓恩熙、陈雨锶 |
| 2022年   | 完美伴侣                   | 高圆圆、张鲁一、王耀庆、王真儿 |
| 2022年   | 妻子的选择                 | 孙莉、袁文康、张瑶、马吟吟、王真儿 |
| 2025年   | 锦囊妙录                   | 胡冰卿、翟子路 |

### 电影
- 1998《四个厨师一围菜》
- 2005《疑神疑鬼》
- 2006《曼特宁》主演：林家宇、窦智孔、余安安
- 2022《烈探》网络电影，主演：任贤齐、陈瑶、李子雄

### 网游宣传片
- 2009 梦幻诛仙 (胡歌，袁弘，刘诗诗，唐嫣，郭晓婷)
- 2011 梦回鹿鼎记 (胡歌，刘诗诗，吴奇隆，林更新，刘心悠)
- 2012 轩辕剑柒 (蒋劲夫，古力娜扎)
- 2013 轩辕剑陆 (蒋劲夫，古力娜扎，阚清子)

## 旗下藝人
- 男：胡歌、韩东君、林一、屠楠、李彧
- 女：李兰迪、陳語安、孫萌、胡冰卿、李婷婷
- 已離开：
  - 男：袁弘、林更新、蔣勁夫、孫藝洲、李思澄、王藝霖
  - 女：孫莉、郭晓婷、劉詩詩、劉雅瑟、彩旗、金晨、邢恩、章乐韵、古力娜扎、陈瑶

## 事件
- 林更新與經紀公司「唐人影视」的合約糾紛案件，經過一、二審，被判因無故要求解除合約，林必須賠償經紀公司損失195萬人民幣[1]。

## 獎項
- 第8届华鼎奖 中國百強電視劇最佳製作機構

## 資料來源
1. ↑  
.   [2013-12-12]. （原始内容存档于2015-12-20）.

## 外部連結
- 官方网站
- 唐人影视的新浪微博